# ГЕС Баосін
ГЕС Баосін (кит.: 宝兴水电站) — гідроелектростанція у центральній частині Китаю в провінції Сичуань. Знаходячись між ГЕС Mínzhì (вище по течії) та ГЕС Xiǎoguānzi, входить до складу каскаду на річці Баосін — верхній течії Qingyi, яка приєднується ліворуч до Дадухе незадовго до впадіння останньої праворуч до Міньцзян (велика ліва притока Янцзи).
В межах проекту річку перекрили бетонною греблею висотою 28 метрів та довжиною 103 метра, яка утримує невелике водосховище з об'ємом 753 тис. м3 та припустимим коливанням рівня поверхні у операційному режимі між позначками 1343 та 1352 метра НРМ.  
Зі сховища через лівобережний гірський масив прокладено дериваційний тунель довжиною біля 17 км. Він подає воду до підземного машинного залу, обладнаного трьома турбінами типу Френсіс потужністю по 65 МВт. Вони використовують напір від 304 до 345 метрів та забезпечують виробництво 874 млн кВт-год електроенергії на рік.